# 성토요일

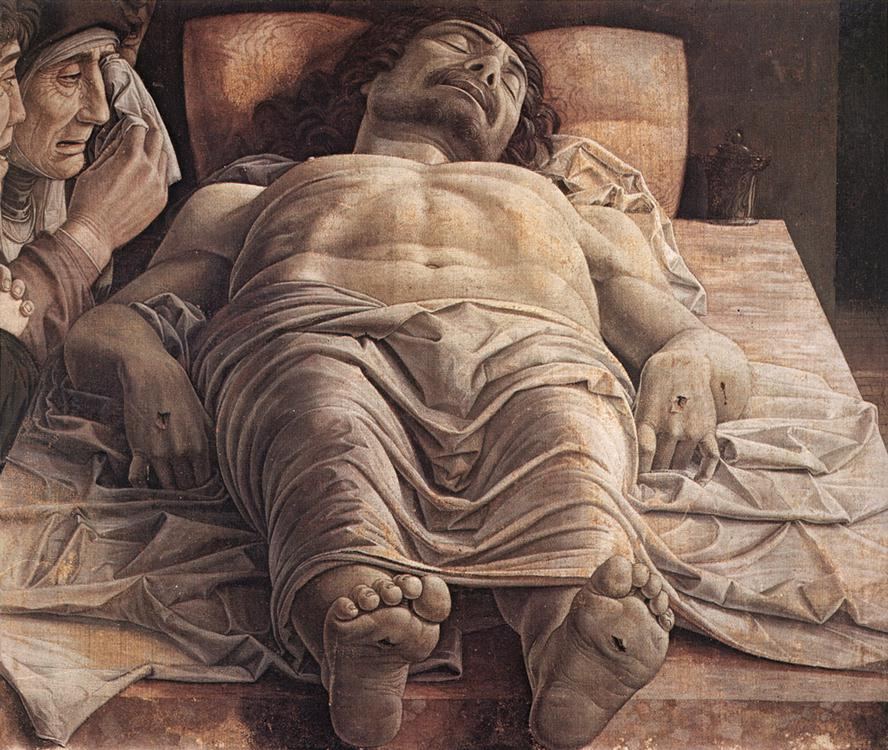
그리스도의 죽음과 슬퍼하는 세 여인(Andrea Mantegna), 밀라노

성토요일(Holy Saturday, 聖土曜日)은 부활절 전날인 안식일(토요일)을 가리킨다. 망부활(望復活)이라고도 하며, 일반적인 기독교는 조용히 이 성토요일을 지낸다. 성토요일에 부활밤이 포함된다는 것은 잘못 알고 있는 것이다.
로마 가톨릭교회에서는 성토요일에는 미사를 봉헌하지 않는다. 주님의 무덤 옆에 머무르면서 주님의 수난과 죽음을 묵상한다. 이날은 노자 성체의 병자 영성체만 허락되며, 제대포는 벗겨 둔다. 파스카 성야 예식을 거행한 뒤에야 부활의 기쁨을 함께 나누며, 이 기쁨은 50일 동안 넘쳐흐른다.
여기에서 주의할 것은, 성토요일은 기도와 단식을 행하며 주님의 부활을 기다리는 오후까지의 시간을 가리키는 명칭이고, 파스카 성야는 부활 시기의 첫 날인 주님 부활 대축일에 속하는 저녁부터를 가리키는 명칭이다.

## 같이 보기
- 성주간
- 부활 성야